# Lithacodia euchroa
Lithacodia euchroa là một loài bướm đêm trong họ Noctuidae.